# Leucania circulus
Leucania circulus là một loài bướm đêm trong họ Noctuidae.